# Abdul Waify Roslan
Abdul Waify Roslan (* 20. April 1999) ist ein malaysischer Sprinter, der sich auf den 400-Meter-Lauf spezialisiert hat.

## Sportliche Laufbahn
Erste internationale Erfahrungen sammelte Abdul Waify Roslan im Jahr 2018, als er bei den Juniorenasienmeisterschaften in Gifu im 200-Meter-Lauf mit 21,60 s in der ersten Runde ausschied und mit der malaysischen 4-mal-400-Meter-Staffel in 3:09,60 min die Bronzemedaille gewann. Zudem wurde er mit der 4-mal-100-Meter-Staffel disqualifiziert. Im Jahr darauf belegte er bei den Südostasienspielen in Capas mit der Staffel in 3:09,80 min Rang vier, wie auch in der Mixed-Staffel in 3:30,15 min. 2023 gelangte er bei den Südostasienspielen in Phnom Penh mit 49,17 s auf Rang sieben über 400 Meter und wurde in der Mixed-Staffel in 3:31,25 min Vierter. Anschließend wurde er bei den Asienmeisterschaften in Bangkok mit  3:11,63 min Vierter im Staffelbewerb. Im August wurde sie bei der World University Games in Chengdu im Vorlauf disqualifiziert und belegte mit der Staffel in 3:10,30 min den fünften Platz.
2018 wurde Roslan malaysischer Meister im 400-Meter-Lauf.

## Persönliche Bestleistungen
- 200 Meter: 21,24 s (0,0 m/s), 12. Mai 2018 in Kuala Lumpur
- 400 Meter: 47,07 s, 11. Mai 2018 in Kuala Lumpur